# Amstel Gold Race 2014
49. edycja wyścigu kolarskiego Amstel Gold Race odbył się w dniu 20 kwietnia 2014 roku i liczył 251,4 km. Start wyścigu w Maastricht, a meta w Fauquemont. Wyścig figurował w rankingu światowym UCI World Tour 2014.

## Uczestnicy
Na starcie tego klasycznego wyścigu stanęło 24 zawodowych ekip, osiemnaście drużyn jeżdżących w UCI World Tour 2014 i sześć profesjonalnych zespołów zaproszonych przez organizatorów z tzw. "dziką kartą".
Lista drużyn uczestniczących w wyścigu:
| Numery  | Kod | Drużyna                 |
| ------- | --- | ----------------------- |
| 1-8     | TTS | Team Tinkoff-Saxo       |
| 11-18   | ALM | Ag2r-La Mondiale        |
| 21-28   | AST | Pro Team Astana         |
| 31-38   | BEL | Belkin                  |
| 41-48   | BMC | BMC Racing Team         |
| 51-58   | CAN | Cannondale              |
| 61-68   | FDJ | FDJ.fr                  |
| 71-78   | GRS | Garmin-Sharp            |
| 81-88   | LAM | Lampre-Merida           |
| 91-98   | LTB | Lotto-Belisol           |
| 101-108 | MOV | Movistar Team           |
| 111-118 | OPQ | Omega Pharma-Quick Step |

| Numery  | Kod | Drużyna                      |
| ------- | --- | ---------------------------- |
| 121-128 | OGE | Orica-GreenEDGE              |
| 131-138 | EUC | Team Europcar                |
| 141-148 | GIA | Giant-Shimano                |
| 151-158 | KAT | Team Katusha                 |
| 161-168 | SKY | Team Sky                     |
| 171-178 | TRE | Trek Factory Racing          |
| 181-188 | AND | Androni Giocattoli-Venezuela |
| 191-198 | CCC | CCC Polsat Polkowice         |
| 201-208 | IAM | IAM Cycling                  |
| 211-218 | TSV | Topsport Vlaanderen          |
| 221-228 | WGG | Wanty-Groupe Gobert          |
| 231-238 | BAR | Bardiani CSF                 |

## Klasyfikacja generalna
| M-ce | Imię i nazwisko    | Kraj      | Drużyna                      | Czas       |
| ---- | ------------------ | --------- | ---------------------------- | ---------- |
| 1.   | Philippe Gilbert   | Belgia    | BMC Racing Team              | 6h 25' 57" |
| 2.   | Jelle Vanendert    | Belgia    | Lotto-Belisol                | + 5"       |
| 3.   | Simon Gerrans      | Australia | Orica-GreenEDGE Cycling Team | + 6"       |
| 4.   | Alejandro Valverde | Hiszpania | Movistar Team                | + 6"       |
| 5.   | Michał Kwiatkowski | Polska    | Omega Pharma-Quick Step      | + 6"       |
| 6.   | Simon Geschke      | Niemcy    | Giant-Shimano                | + 10"      |
| 7.   | Bauke Mollema      | Holandia  | Blanco Pro Cycling Team      | + 10"      |
| 8.   | Enrico Gasparotto  | Włochy    | Pro Team Astana              | + 10"      |
| 9.   | Daniel Moreno      | Hiszpania | Team Katusha                 | + 10"      |
| 10.  | Yukiya Arashiro    | Japonia   | Team Europcar                | + 12"      |